# Diplodia paupercula
Diplodia paupercula är en svampart som beskrevs av Berk. & Broome 1842. Diplodia paupercula ingår i släktet Diplodia och familjen Botryosphaeriaceae.   Inga underarter finns listade i Catalogue of Life.